# Fonds Eswatini pour l'environnement
Le fonds Eswatini pour l'environnement  ou FEE ( en anglais Eswatini Environment Fund ou EEF) est une organisation qui gère un financement d'actions d'adaptation au changement climatique et de biodiversité en Eswatini.Il est geré par l'autorité environnementale d'Eswatini (En anglais Eswatini Environment Authority).

## Historique
Le fonds Eswatini pour l'environnement est fondé en 2007 dans le but de fournir un environnement propre, sain et sûr dans le royaume d'Eswatini. Il a été établi selon la Loi sur l'Environnement (EMA) de 2002,Le premier appel à proposé s'est fait en 2014, et le deuxième appel , en 2020.Son principal source de revenu est les amendes perçues par l'autorité environnementale d'Eswatini.

## Actions
Le fonds a financé des projets sous les thèmes suivants: changement climatique, gestion durable des terres, gestion des produits chimiques et des déchets, gestion des écosystème et de biodiversité, gestion durable de l'eau.Le fonds eswatini pour l'environnement est chargé d'agréger les fonds provenant des sources, fournir un soutien financier à la gestion durable des ressources, améliorer et restaurer l'environnement en Eswatini,